# Hibernate
Hibernate is een ORM-bibliotheek voor Java. Het is een opensourceframework dat beschikbaar is onder de LGPL. Hibernate werd gemaakt door een internationaal team van Java-ontwikkelaars. Het is een eenvoudig te gebruiken framework voor het koppelen van een objectgeoriënteerd domeinmodel aan een traditionele relationele database.
Hibernate zorgt voor de koppeling van Java-klassen aan databasetabellen (en voor het koppelen van Java-datatypes aan SQL-datatypes). Het zorgt ook voor de ophaalfuncties, wat het ontwikkeltraject aanmerkelijk kan verkorten. De ontwikkelaar hoeft zich met dit framework niet meer bezig te houden met SQL- en JDBC-verbindingen.
Het doel van Hibernate is de ontwikkelaar zo veel mogelijk te vrijwaren van programmeertaken die gerelateerd zijn aan het vastleggen van gegevens. Hibernate is eenvoudig in een project te incorporeren, of dit nu een nieuwe ontwikkeling of het ontsluiten van een bestaand systeem betreft. Hibernate genereert de benodigde SQL-instructies en de ontwikkelaar hoeft geen code op te nemen voor de verwerking van de resultaten en de conversie van gegevenstypes. Daardoor kan een applicatie worden ontwikkeld die eenvoudig portable is te maken naar alle SQL-databases.
Hibernate wordt toegepast in Java Swing-applicaties en servergeoriënteerde applicaties gebaseerd op servlet- en EJB session beans-techniek.